# Interdit vénitien
L'Interdit vénitien de 1606 à 1607 est la sanction en termes de droit canonique, par le biais d'un interdit papal, d'une querelle et d'un affrontement diplomatiques entre la Curie romaine et la république de Venise. Pendant qu'il est resté actif, l'Interdit a vu l'expulsion de plusieurs ordres religieux de Venise, une guerre de pamphlets et une diplomatie intense de la part de la France et de l'Espagne pour résoudre le problème.

## Précédents
Auparavant, Venise avait déjà été frappée par des interdictions. Ainsi, en 1202, lors du siège vénitien de Zadar (quatrième croisade) le pape Innocent III décida d'excommunier les croisés vénitiens qui y avaient pris part. En 1284, le pape Martin IV frappa d'un autre interdit la république en raison de son refus de soutenir une croisade. Le pape Clément V a pris des mesures similaires contre Venise après la prise de Ferrare en 1308 ; et plus tard, lors de la guerre de Ferrare dans les années 1480, le pape Sixte IV a proclamé un interdit à Venise, autrefois alliée. En 1509, le pape Jules II plaça Venise sous interdiction, pendant la guerre de la Ligue de Cambrai, pour faire avancer la cause papale dans la guerre en Romagne.

## Déroulement des événements

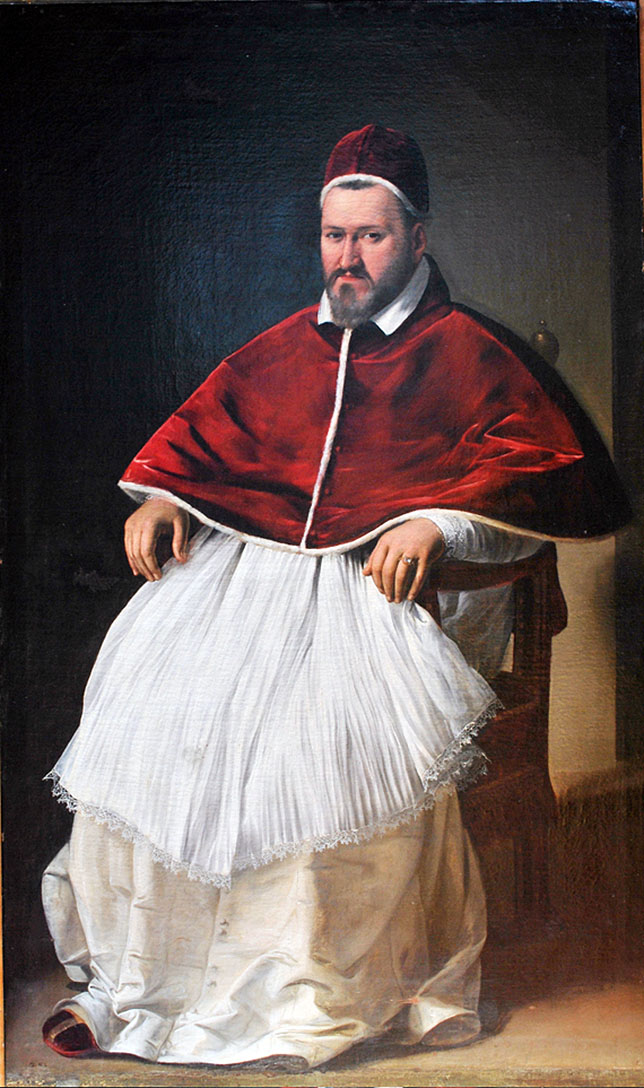
Le pape Paul V qui prononça l'interdit vénitien.

La République entendait en effet soumettre le clergé à son contrôle. Ainsi, le 10 janvier 1604, le Sénat vénitien avait interdit la fondation d'hôpitaux religieux, de monastères, d'églises et autres lieux de cultes sans l'autorisation de la Sérénissime. Le 26 mars 1605, il interdit également l'aliénation de biens possédés par des laïcs à des ecclésiastiques et limitait les compétences des tribunaux ecclésiastiques. Le 10 décembre 1605, le pape Paul V exigea l'abrogation des deux lois. 

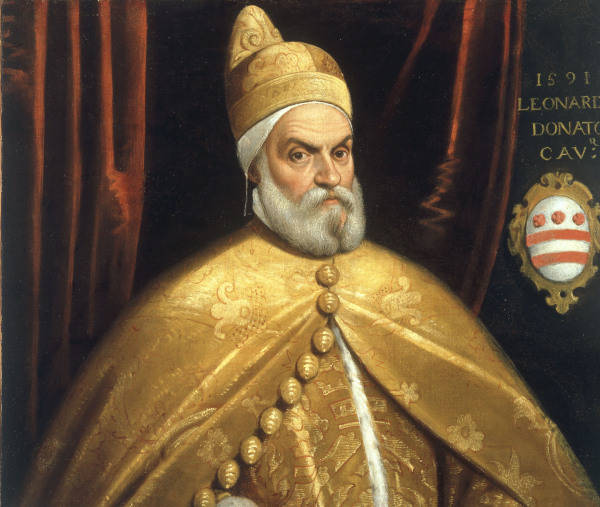
Leonardo Donato, le doge excommunié par le pape Paul V.

Leonardo Donato, opposant au pouvoir papal, fut élu doge au début de 1606. Nommé théologien de la République par le nouveau doge le 28 janvier 1606, Paolo Sarpi, un servite de Marie, s'employa à défendre la position de Venise par de nombreux écrits.
Après l'arrestation de deux prêtres par des juges civils et le refus persistant de la République de supprimer les lois contestées, le pape Paul V excommunia le doge et Paolo Sarpi et frappa ensuite la République d'interdit le 17 avril 1606. Les Jésuites, les Capucins et les Théatins furent expulsés de Venise le 9 mai 1606 parce que, conformément à l'interdit prononcé, ils refusaient de continuer à célébrer la messe et à donner les sacrements.
Dans le cadre de démarches diplomatiques, Philippe III d'Espagne a encouragé la papauté à faire valoir sa cause tandis qu'Henri IV de France soutenait Venise.

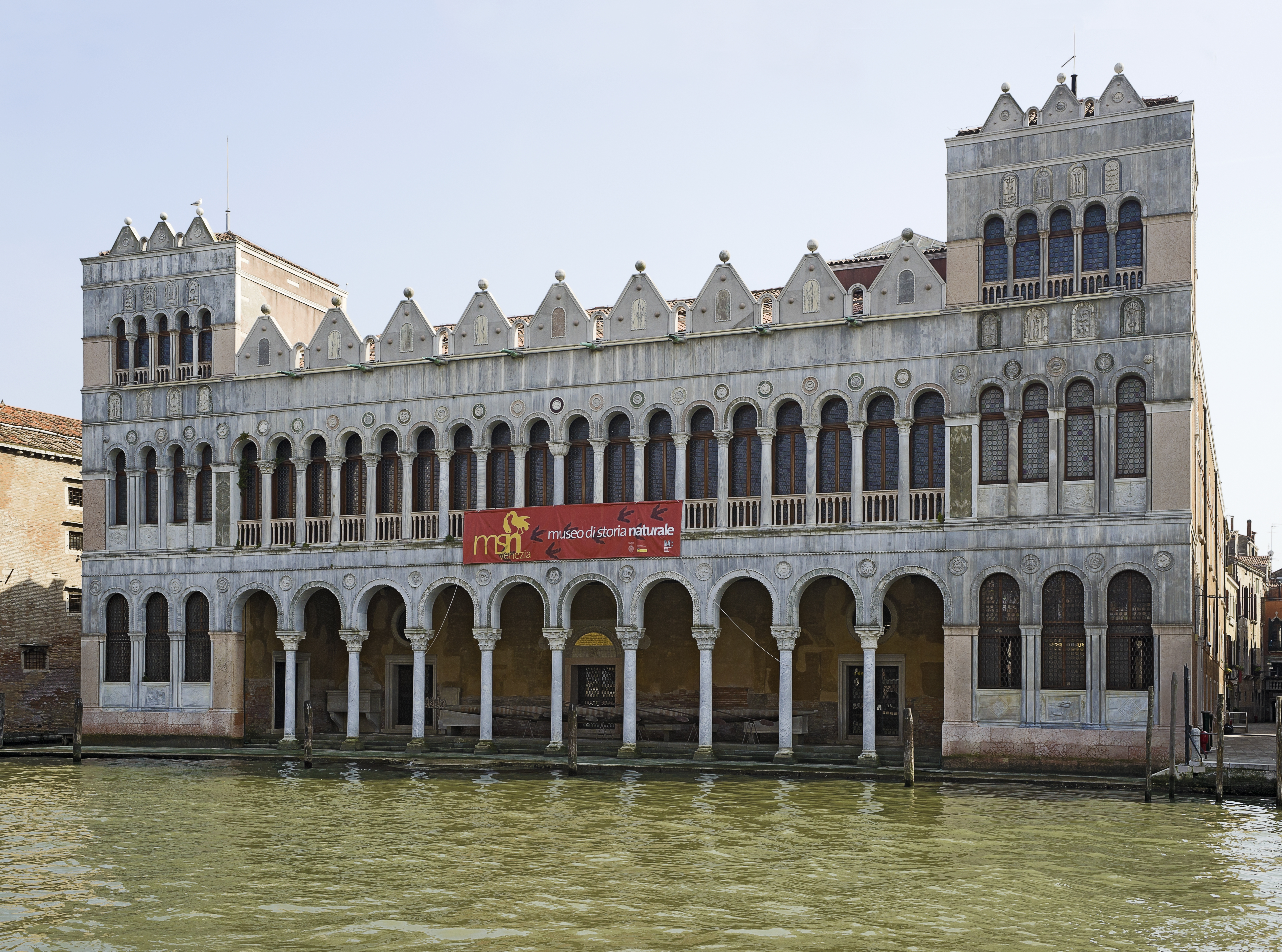
Le Fondaco dei Turchi à Venise, abritait des logements diplomatiques dans la partie supérieure au XVIIe siècle.

### Renforcement militaire
Rome chercha à se renforcer militairement. Elle estimait que les forces nécessaires étaient de 50 000 fantassins et 4 000 cavaliers. Philippe III ordonna à Pedro Enríquez de Acevedo, comte de Fuentes à Milan, de se préparer avec la cavalerie requise et environ la moitié de l'infanterie. Le 26 février 1607, Paul V nomma Giorgio Basta lieutenant général de la Sainte-Église pour prendre le commandement des troupes pontificales,. Celui-ci s'était particulièrement distingué au service de l'Autriche dans sa guerre contre les Turcs. Henri IV commença lui aussi à lever des troupes et réussit ainsi à contrer suffisamment les forces espagnoles.

### Résolution du conflit
En Italie, la tension montait, mais les Français n'étaient pas prêts à intervenir militairement pour cette question, contrairement aux Espagnols. C'est alors que la diplomatie d'Henri IV a pu résoudre rapidement les questions litigieuses. Son objectif était depuis le début de jouer le rôle d'artisan de la paix et de gagner de l'influence en Italie. Cette approche étant finalement en contradiction avec la posture pro-vénitienne de Philippe Canaye, l'envoyé d'Henry IV auprès du Sénat vénitien, celui-ci a décidé de faire pression sur les Vénitiens pour qu'ils acceptent la médiation du cardinal François de Joyeuse. L'interdit fut levé et une réconciliation formelle eut lieu le 21 avril 1607. Joyeuse, en tant que cardinal légat, prit la garde des deux prêtres qui avaient été une des causes du conflit, dans son appartement de la loggia supérieure du Fondaco dei Turchi,.
Le bannissement des Jésuites des territoires de la République vénitienne dura jusqu'en 1656/7 et prit fin lors de la réconciliation entre la République et la Papauté à l'occasion d'autres conflits.

## Évaluations
Bouwsma affirme que, si le résultat fut satisfaisant pour Venise, cet événement marque également le début du déclin de la République.
Ce fut le dernier exemple d'interdit papal appliqué à une région entière, bien que des interdits aient encore été prononcés par la suite, mais à l'échelle locale. Le canon 1332 du Code de droit canonique de 1983 ne prévoit plus que l'interdit personnel.